# Harold Anderson
W. Harold Anderson (né le 11 septembre 1902 - mort le 13 juin 1967) est un ancien entraîneur de basket-ball universitaire à l'université d'État de Bowling Green et à l'université de Toledo. Il est l'un des premiers entraîneurs à gagner plus de 500 rencontres universitaires de basket-ball. Il est le pionnier de la tactique dite du run and gun et a permis à des joueurs comme Nate Thurmond d'évoluer en NBA. Anderson est le premier entraîneur à emmener deux équipes d'écoles différentes au National Invitation Tournament. Il est également le président de la National Association of Basketball Coaches entre 1962 et 1963. Les Falcons de Bowling Green joue désormais dans une salle nommée en son honneur Anderson Arena. W. Harold Anderson a été intronisé au Basketball Hall of Fame en 1985. 